# Adam Idzikowski
Adam Idzikowski (ur. 1842 w Małopolsce, zm. 10 marca 1907 w Krakowie) – polski inżynier kolejnictwa, uczestnik powstania styczniowego.

## Życiorys
Po wybuchu powstania styczniowego przerwał studia na lwowskiej Akademii Technicznej; walcząc w szeregach powstańczych dosłużył się stopnia porucznika. Podjął następnie ponownie studia we Lwowie, wieńcząc je w 1866 dyplomem inżyniera. Pracował w kolejach Galicji. Od 1878 należał do lwowskiego Towarzystwa Politechnicznego. W 1900 przeszedł w stan spoczynku i osiadł w Krakowie, gdzie prowadził biuro inżynierskie.
Był aktywnym rzecznikiem wprowadzenia języka polskiego w charakterze języka urzędowego na państwowych kolejach galicyjskich. Kilkakrotnie inicjował w tej sprawie rezolucje zjazdów branżowych (m.in. na I Zjeździe Techników Polskich w Krakowie w 1882 i na Zjeździe Inżynierów Kolejowych we Lwowie w 1904), a także pisał na ten temat w broszurze Pogląd na gospodarstwo krajowe w dziedzinie kolei lokalnych (1904).